# Христо Гуджев
Христо Георгиев Гуджев е български дипломат, посланик на България в Мексико (2012 – 2016) и Косово (от 2020 г.).

## Биография
През 1979 г. завършва специалност „Международни отношения“ в УНСС. В периода от септември 1979 до юли 1984 г. учи в МГИМО в Москва. Магистър по международни отношения, завършил с червена диплома (пълно отличие), със специализация по испански и френски език, Иберийски и Латиноамерикански страни. През 1992 г. завършва Международен магистърски курс в Дипломатическото училище в Мадрид, Испания. През 1996 г. завършва курс по Координация на граждански и военни елементи при ОПМ, Армейски командно-щабен колеж в Камбърли, Англия. През 2015 г. придобива научното звание – Доктор хонорис кауза от Философския Атенеум в град Мексико, Мексико.
В периода от 2012 до 2016 г. е посланик на България в Мексико. През 2018 г. е награден с орден „Ацтекски орел“, от името на президентът на Мексико – Енрике Пеня Нието, връчен от посланика на Мексико в Будапеща – Давид Нахера Ривас.
От 27 януари 2020 г. е посланик на България в Косово. През ноември 2020 г. осъществява среща проведена в село Долно Любине с българската общност в Косово. По покана на двете дружества представляващи я – „Културно-просветно дружество на българите в Жупа, Подгора и региона“ и „Обединени българи в Косово“.